# Satyria warszewiczii
Satyria warszewinczii (conocida comúnmente como uva, o manzanilla) es una especie de planta perteneciente a la familia Ericaceae, fue descrita por Johann Friedrich Klotzsch.